# 클리프 윌리엄스
클리프 윌리엄스(Cliff Williams, 1949년 12월 14일 ~ )는 잉글랜드의 베이시스트로, AC/DC의 일원이다.